# Doživljaji Toma Sojera
Doživljaji Toma Sojera je roman pisca Marka Tvena koji je objavljen 1876. godine. Roman govori o dečaku koji provodi detinjstvo duž reke Misisipi. Radnja se odvija u izmišljenom gradu St. Petersburgu, koji je inspirisan Hanibalom, Misuri, gde je Tven živeo.

## O piscu i delu
Pisac romana „Doživljaji Toma Sojera“, Mark Tven rođen je kao Samjuel Langhorn Klemens. Ovaj američki književnik rođen je u Floridi 30. novembra 1835. godine. Detinjstvo je proveo na obalama reke Misisipi, kao i glavni junak njegovog dela „Doživljaji Toma Sojera“.
Pseudonim Mark Tven, po kome će postati poznat je prvi put upotrebio 1863. godine, kada je počeo da piše članke za novine u američkoj državi Nevadi. Zanimljivo je da fraza „mark twain“ kada se koristi žargonski, među ljudima koji su odrasli ili bili vezani na bilo koji način za reku Misisipi, znači „dva hvata duboko“.
Ostao je upamćen i kao jedan od dobrih prijatelja velikog srpskog i svetskog naučnika, Nikole Tesle.
Piščev život umnogome podseća na život njegovih najpoznatijih junaka, Toma Sojera i Haklberi Fina: pun pustolovina i vrlo zanimljivih događaja. Nažalost, nije tako bilo uvek. Nakon smrti žene i ćerki, Mark Tven, našavši se u bezizlaznoj i krajnje očajnoj situaciji, poslednje radove piše u izrazito pesimističnom tonu. Preminuo je 21. aprila 1910. godine u Konektikatu.

## Mesto i vreme radnje
Radnja romana „Doživljaji Toma Sojera“, Mark Tvena se odvija u Americi, na obali reke Misisipi, krajem 19. veka.

## Analiza romana
Roman Marka Tvena „Doživljaji Toma Sojera“, pored toga što ga je lansirao u sam vrh svetske književnosti je svojevrsna piščeva autobiografija.
Posebno je zaniljivo mesto radnje, gradić u blizini reke Misisipi, gde je i sam pisac odrastao. Što se tiče likova i oni su, u većoj ili manjoj meri poistovećeni sa likovima iz piščevog života. Tako je, recimo lik njegove majke pretočen u lik tetke Pole. I Mark Tven je imao mlađeg brata, a u njegovom dečačkom okruženju je bilo dečaka poput Haklberi Fina, ali i onih poput Indijanca Džoa.
Posebno je zanimljivo što čak i strašna pećina, koju pisac opisuje zaista postoji u stvarnosti.
Jezik romana Marka Tvena je vrlo jednostavan i lako čitljiv i razumljiv. A u čitavom delu provejava želja dečaka da ne odraste i ne postaje jedan od mnogih. Zato on stalno teži da doživi nešto novo, pa se često upušta u različite pustolovine.

## Likovi
Glavni lik romana „Doživljaji Toma Sojera“, Marka Tvena je naravno Tom Sojer. Ovaj dečak je ostao bez roditelja, pa je rastao uz svoju tetku, po imenu Pola. Tom je vrlo simpatičan dečak, kovrdžave, smeđe kose i plavih očiju, koji je, naravno bio vrlo nestašan. Nije voleo da ide u školu, pa je tetka Pola najčešće morala da ga tera. A on nije bio lenj, naprotiv: nije voleo da ide u školu, jer je morao da ustaje rano, da se lepo obuče i da bude poslušan. A Tom nije voleo ništa od toga: najčešće je išao raščupan i „neadekvatno“ odeven, voleo je da spava i nikako nije voleo da sluša druge i radi ono što oni smatraju da je ispravno.
Glavni junak je izuzetno pametan, snalažljiv i uvek brani one koji su ugroženi ili slabiji od njega. Svi koji su živeli duž obale Misisipija su znali za nestašluke Toma Sojera.Ovaj dječak nije imao puno prijatelja. Zapravo, imao je samo jednog pravog, po imenu Haklberi Fin. A on je bio uvek obučen u dronjke, u odeću koju su ljudi uglavnom odbacivali, kretao se kuda je hteo, spavao je gde je hteo (nekad na stepeništu, nekad blizu tuđih vrata, a nekad i u praznim burićima, kako bi se zaštitio od kiše). Tu je i velika ljubav glavnog junaka romana. Reč je o Beki, odnosno Rebeki Tačer, lepoj devojčici plave kose u koju se Tom zaljubio čim je ugledao.
Sporedni likovi su i rođaka Toma Sojera, Meri, koja uglavnom razume dečakove nestašluke, kao i nekadašnja devojka Toma Sojera, Emi Lorens.
Tomova tetka Pola, koja brine o njemu je prostodušna žena, vrlo jednostavna. Ona se trudi da ljubavlju pridobije dečaka, kako bi se što bolje ponašao i postao cenjen u društvu. Nažalost, njeni pokušaji su uglavnom bez uspeha, jer Tomova divlja, nesputana priroda ne dozvoljava da je bilo ko ukroti.
Sid je Tomov mlađi polubrat, koji je vrlo površan, hladan i prilično podao dečak. On je u romanu sinonim dobrog ponašanja i potpuno je suprotan od glavnog junaka romana. Tu su i: učitelj, gospodin Dobins, koji veoma strogo kažnjava učenike, zatim Indijanac Džo, nasilnik i lopov, koji na kraju postaje čak i ubica, gospođa Daglas, pobožna udovica, koja je vrlo prijateljski nastrojena prema deci, Vili Maferson, dečak koji je trebalo, po mišljenju starijih da bude uzor svima, pa ga zato deca nisu mnogo volela.

## Kratki sadržaj
Roman prati različite dogodovštine ovog, nadasve neobičnog dečaka. Na samom početku tetka Pola doziva dečaka na ručak, a on se, naravno mota tuda – svuda. Već na samom početku romana, jasno je definisan lik Toma Sojera kao kavgadžije, koji izaziva druge. U želji da ga kazni što se potukao sa jednim dečakom, tetka traži od Toma da ofarba celu ogradu. Tu na scenu stupa Tomov vrcav duh i snalažljivost. Naime, on u svakoj situaciji u kojoj se nađe, bez obzira koliko ona bila možda neprijatna, pronalazi nešto dobro. Tako i u ovoj, on nezanimljiv posao koji mora da uradi, jer mu je tetka tako naložila, pretvara u pravu zabavu, okupivši mnogo dečaka koji su čak spremni da mu daju i poklone ne bi li i oni malo farbali ogradu. Tetka Pola, naravno ne može da veruje kako je on to brzo i lako uradio.
Na početku radne nedelje, Tomu se opet ne ide u školu, pa odlučuje da slaže tetku kako ga boli zub. Međutim, kada mu tetka kaže da mora da izvadi zub, dečak odmah kreće u školu, jer ipak smatra da nije vredno da izvadi zdrav zub, kako bi izbegao školu.
Glavni junak romana i njegov najbolji prijatelj, Haklberi Fin odlučuju da tokom noći odu na lokalno groblje. Zanimljiv je razgovor koji vode među sobom, a u kome se pitaju da li mrtvima smeta njihovo prisustvo. Malo nakon toga, začuli su neobične zvuke u blizini i, naravno prikrali se ne bi li čuli i videli bolje o čemu se radi. Kada su se približili videli su tri čoveka, među kojima i lokalnog nasilnika, Indijanca Džoa, kako zakopavaju nečije telo. U tom trenutku, Tom i Hak se zaklinju da neće progovoriti o onome što su videli.
Nakon nedelju dana, njih dvojica odlučuju da krenu u novu pustolovinu i to brodićem do jednog ostrva, a u njihovom društvu je bio i Džo. Na putovanju su glumili da su gusari i bilo im je izuzetno zanimljivo sve do trenutka dok nije počela oluja. Tada su se dečaci prilično uplašili, jer su bili izgubljeni.
Za to vreme, u njihovom gradu su ih svi već oplakali, jer su smatrali da su dečaci stradali u svojoj najnovijoj pustolovini. Možda je i najzanimljiviji deo u knjizi trenutak kada Tom dolazi u svoju kuću i skriven, sluša šta govore o njemu i njegovom prijatelju. Zatim se vraća Haku i Džou i priča šta je video, nakon čega se vraćaju u grad. Svi su oduševljeni što su dečaci živi, a naročito tetka Pola, koja je ipak i malo ljuta na dečaka.
Približavao se raspust, a Tom se sve više sećao one noći na groblju i imao je želju da o tome govori. Zato se i pojavio kao svedok, a dok je on govorio šta je video te noći na groblju, glavni osumnjičeni, Maf Poter je uspeo da pobegne.
Sledeća pustolovina u koju se dečaci upuštaju je potraga za izgubljenim blagom. Ali, kako nisu znali gde se ono nalazi, odlučili su da kopaju bilo gde. Naravno i to im je ubrzo postalo dosadno, pa su odlučili da se igraju Robina Huda.
Nakon nekoliko dana, glavni junak romana odlučuje da ide na izlet sa Beki, u koju je zaljubljen. Međutim, oni su se izgubili u obližnjoj pećini, a gotovo svi stanovnici gradića su krenuli da ih traže. Kada su uspeli da ih pronađu odlučili su da gvozdenim rešetkama zatvore ulaz u tu pećinu, kako se više niko ne bi izgubio. Tomu se ta ideja nije ni malo svidela, jer je u pećini još uvek bio Indijanac Džo. Zato sa Hakom odlučuje da uđe u pećinu. Tamo zatiču mrtvog Džoa, koga su sahranili nedaleko od ulaza u pećinu.
Tom je verovao da u pećini ima sakrivenog novca, pa je odlučio da sa Hakom pokuša da ga pronađe. Zapravo, oni su pratili Džoa i videli da nešto skriva u jednoj rupi, pa ih je to navelo da pomisle da je tu zakovao plen koji je ukrao. Tako je i bilo: Tom i Hak su pronašli kovčeg pun zlata. Kada su se vratili kući, podelili su novac i zakleli se krvlju da će se međusobno pomagati kada god mogu.

## Poruka romana
Mnogi se slažu da je poruka ovog interesantnog romana da treba shvatiti dečije nestašluke kao najprirodniju pojavu. Odnosno, kao prirodan poriv svakog pojedinca da se bori protiv uobičajenih principa, koje većina odraslih gotovo bez pogovora prihvata.
U ovom romanu provejava univerzalna poruka: Treba uvek negovati ono dete u nama i ne treba se tek tako priklanjati uobičajenim obrascima ponašanja. Valjalo bi da svako od nas zadrži ono jedinstveno, ono po čemu se razlikujemo jedni od drugih, a što se posebno ispoljava u detinjstvu.

## Spoljašnje veze
- The Adventures of Tom Sawyer на пројекту Гутенберг
- The Adventures of Tom Sawyer, 135th Anniversary Edition Архивирано на веб-сајту  (26. април 2010), University of California Press, 2010.
- The Adventures of Tom Sawyer. Digitized copy of the first American edition from Internet Archive (1876).
- The Adventures of Tom Sawyer public domain audiobook at LibriVox
- Twain, Mark, 1835-1910. The Adventures of Tom Sawyer - Free eBook in HTML format at the Electronic Text Center, University of Virginia Library.
- First edition illustrations by True Williams